# Kiril Kowatschew

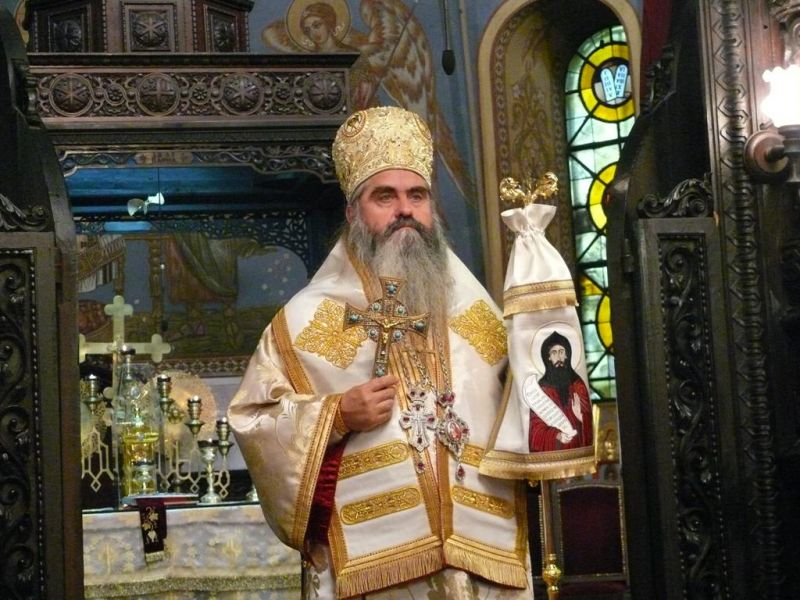
Metropolit Kiril während einer Messe

Kiril, auch Kiril von Warna und Weliki Preslaw (bulgarisch Кирил, bzw. Кирил Варненски и Великопреславски) weltlicher Name Bogomil Petrow Kowatschew (auch Bogomil Petrov Kovachev geschrieben, bulgarisch Богомил Петров Ковачев; * 8. Juni 1954 in Zarew Brod, Bulgarien; † 9. Juli 2013) war ein bulgarischer orthodoxer Geistlicher, Metropolit der Diözese von Warna und Weliki Preslaw der Bulgarisch-Orthodoxen Kirche, Mitglied des Heiligen Synods und ehemaliger Hegumen des Klosters Trojan (1986–1989).

## Leben
Bischof Kiril geriet immer wieder in Kritik, sei es wegen seines Umgangs mit Konsumgütern, sei es wegen der nicht einwandfrei geklärten Beziehungen zum russischen KGB.
Nach dem Tode des bulgarischen Patriarchen Maxim leitete Kiril vorläufig auch die Diözese von Sofia. Am 9. Juli 2013 ertrank er beim Schnorcheln im Schwarzen Meer. Die weiteren Umstände seines Todes sind noch unklar.